# Афанасьев, Сергей Валерьевич
Серге́й Вале́рьевич Афана́сьев (29.01.1987, Стерлитамак, Башкирская АССР, РСФСР, СССР) — российский спортсмен и тренер по пожарно-прикладному спорту. Лучший спортсмен МЧС России по ППС в 2011 году. Мастер спорта России международного класса. Чемпион России 2008 года, чемпион мира 2011 года в двоеборье, а также в командном зачете в составе сборной России. Был обладателем рекорда мира по двоеборью (28,62 сек.), установленного на VII чемпионате мира по пожарно-спасательному спорту в Котбусе, Германия, 3—4 сентября 2011 года (в 2012 году рекорд был побит).

## Спортивная карьера
С детских лет любил спорт, занимался карате, плаванием. Когда Сергею было 11 лет — дядя Николай Захаров, который сам выступал за сборную города Стерлитамак, привел его в пожарно-прикладной спорт.
В 2000 году, в возрасте 13 лет состоялся первый старт — на зональных соревнованиях Сергей стал вторым на стометровой полосе с препятствиями и третьим в подъеме по штурмовой лестнице.
С 2001 выступает за сборную Башкортостана.
В 2004 выполнил норматив мастера спорта России.
Учился в Екатеринбурге — в Уральском институте Государственной противопожарной службы МЧС России (2004—2007). Многократный чемпион первенств учебных заведений МЧС России.
В 2007—2009 выступает в составе молодёжной сборной России по пожарно-прикладному спорту.
В 2008 в Санкт-Петербурге на летнем чемпионате России занял 1 место в беге по 100-метровой полосе с препятствиями.
В 2009 переехал в г.Уфа, начал выступать в составе сборной России по пожарно-прикладному спорту.
Стал обладателем Кубка России в дисциплине «подъем по штурмовой лестнице в окно 4-го этажа учебной башни».
В 2010 на зимнем чемпионате России в Нижнем Новгороде занял 1 место в беге по 100-метровой полосе с препятствиями.
Является многократным призёром и чемпионом как республиканских, так и всероссийских соревнований.
В 2011 году на VII чемпионате мира по пожарно-спасательному спорту, проходившем в Котбусе, Германия, Сергей Афанасьев стал чемпионом в соревновании по двоеборью, с мировым рекордом — 28,62 с. А также серебряным призёром в беге по 100-метровой полосе с препятствиями. На этих же соревнованиях он установил рекорд России и три рекорда Республики Башкортостан. Выполнил норматив Мастер спорта России международного класса. Большой вклад внес в победу сборной России в общем зачете, в составе которой стал он стал чемпионом мира в командном зачете.
Из интервью про чемпионат мира 2011:

Соревнования длились три дня. В программе первого дня было торжественное открытие, затем состязания в подъеме по штурмовой лестнице в окно четвертого этажа учебной башни. Причем «башня» располагалась в непривычном месте, не на стадионе, как это всегда бывает, а прямо в центре города. Оттого и ощущения были необычными — болельщики были буквально «вокруг». В основном, конечно, поддерживали немцев, но и наша группа поддержки в лице тренеров и близких старалась поднимать боевой дух спортсменов.

По итогам забегов «башни» и «стометровки» определилась тройка призёров в двоеборье, где мой результат стал лучшим. Мало того, в этот день своим результатом я установил новый мировой рекорд.— http://www.ufacity.info/news/90186.html

## Работа
С 2009 года проживает в г. Уфа, работает в ФГКУ «22 отряд ФПС по Республике Башкортостан» начальником караула ПЧ-9.